# Memoriał Janusza Kusocińskiego 1957
4. Memoriał Janusza Kusocińskiego – mityng lekkoatletyczny, który odbył się 8 i 9 czerwca 1957 na Stadionie Dziesięciolecia w Warszawie. Główny bieg memoriałowy był rozgrywany na dystansie 3000 metrów. Zwyciężył w nim Zdzisław Krzyszkowiak. Rekordy Polski ustanowili: Stanisław Swatowski w biegu na 400 metrów (46,9), Zbigniew Makomaski w biegu na 800 metrów (1:47,9), Janusz Kotliński w biegu na 400 metrów przez płotki (51,7) i Helena Dmowska w rzucie dyskiem (47,67), a wyrównali Stanisław Swatowski w biegu na 200 metrów (21,1) i Alfred Sosgórnik w pchnięciu kulą (16,77).

## Rezultaty

### Mężczyźni
| Konkurencja:                    | 1. miejsce                                                                      | Rezultat  | 2. miejsce                                                                          | Rezultat  | 3. miejsce                                                            | Rezultat  |
| Bieg na 100 metrów              | Boris Tokariew                                                                  | 10,8      | Marian Foik                                                                         | 10,8      | Zenon Baranowski                                                      | 10,9      |
| Bieg na 200 metrów              | Stanisław Swatowski                                                             | 21,2      | Carl Fredrik Bunæs                                                                  | 21,5      | Edward Szmidt                                                         | 21,7      |
| Bieg na 400 metrów              | Stanisław Swatowski                                                             | 46,9      | Horst Huber                                                                         | 47,3      | Werner Proske                                                         | 47,4      |
| Bieg na 800 metrów              | Zbigniew Makomaski                                                              | 1:47,9    | Tadeusz Matyjek                                                                     | 1:48,9    | Zbigniew Orywał                                                       | 1:49,9    |
| Bieg na 800 metrów              | Ernest Stokłosa                                                                 | 1:52,0    | Andrzej Kasprzycki                                                                  | 1:52,5    | Jacek Jakubowski                                                      | 1:53,1    |
| Bieg na 1500 metrów             | Stanislav Jungwirth                                                             | 3:42,0    | Veliša Mugoša                                                                       | 3:43,0    | Jonas Pipynė                                                          | 3:43,4    |
| Bieg na 3000 metrów             | Zdzisław Krzyszkowiak                                                           | 7:58,2    | Kazimierz Zimny                                                                     | 7:59,0    | Friedrich Janke                                                       | 8:04,0    |
| Bieg na 3000 metrów             | Kazimierz Żbikowski                                                             | 8:22,8    | Władysław Płonka                                                                    | 8:23,8    | Ryszard Szczepański                                                   | 8:25,2    |
| Bieg na 110 metrów przez płotki | Anatolij Michajłow                                                              | 14,5      | Stanko Lorger                                                                       | 14,6      | Jacques Dohen                                                         | 14,7      |
| Bieg na 400 metrów przez płotki | Janusz Kotliński                                                                | 51,7      | Kazimierz Janiak                                                                    | 52,8      | Henryk Chojecki                                                       | 54,1      |
| Sztafeta 4 × 100 m              | Polska I · Zenon Baranowski · Marian Foik · Janusz Jarzembowski · Edward Szmidt | 41,5      | Polska II · Borys Bieluga · Zbigniew Staniszewski · Edward Bożek · Alojzy Plaszczyk | 42,1      | AZS Warszawa Wacław Lach Witold Dziedzic Jerzy Pilczuk Janusz Bielski | 41,7      |
| Chód na 20 kilometrów           | Franciszek Szyszka                                                              | 1:46:33,8 | Mieczysław Rutyna                                                                   | 1:47:57,4 | Krzysztof Nowakowski                                                  | 2:08:52,8 |
| Skok wzwyż                      | Zbigniew Lewandowski                                                            | 2,00      | Jiří Lanský                                                                         | 1,95      | Bjørn Thorkildsen                                                     | 1,95      |
| Skok o tyczce                   | Zbigniew Janiszewski                                                            | 4,25      | Andrzej Krzesiński                                                                  | 4,15      | Zenon Sergiejewicz                                                    | 4,15      |
| Skok w dal                      | Henk Visser                                                                     | 7,30      | Zbigniew Iwański                                                                    | 7,26      | Andrzej Karcz                                                         | 7,24      |
| Trójskok                        | Vilhjálmur Einarsson                                                            | 15,87     | Witold Kriejer                                                                      | 15,58     | Jewgienij Czen                                                        | 15,51     |
| Pchnięcie kulą                  | Hermann Lingnau                                                                 | 17,08     | Alfred Sosgórnik                                                                    | 16,77     | Eugeniusz Kwiatkowski                                                 | 16,26     |
| Rzut dyskiem                    | Edmund Piątkowski                                                               | 50,66     | Eugeniusz Wachowski                                                                 | 49,91     | Martin Schoelzgen                                                     | 49,28     |
| Rzut młotem                     | Nicolae Rascanescu                                                              | 60,49     | Olgierd Ciepły                                                                      | 58,68     | Alfons Niklas                                                         | 58,14     |
| Rzut oszczepem                  | Janusz Sidło                                                                    | 82,98     | Zbigniew Radziwonowicz                                                              | 77,65     | Andrzej Walczak                                                       | 76,50     |

### Kobiety
| Konkurencja:                   | 1. miejsce                                                                               | Rezultat | 2. miejsce                                                                          | Rezultat | 3. miejsce          | Rezultat |
| Bieg na 100 metrów             | Madeleine Weston                                                                         | 11,9     | Heather Armitage                                                                    | 12,0     | Hannie Bloemhof     | 12,2     |
| Bieg na 200 metrów             | Heather Armitage                                                                         | 24,0     | Hannie Bloemhof                                                                     | 24,2     | Barbara Janiszewska | 24,3     |
| Bieg na 400 metrów             | Betty Loakes                                                                             | 57,7     | Beata Żbikowska                                                                     | 58,1     | Michalina Wawrzynek | 58,8     |
| Bieg na 800 metrów             | Florica Ottel                                                                            | 2:11,4   | Halina Gabor                                                                        | 2:12,2   | Norah Smalley       | 2:12,4   |
| Bieg na 80 metrów przez płotki | Janina Słowińska                                                                         | 11,6     | Barbara Gaweł                                                                       | 11,7     | Sneżana Kerkowa     | 11,7     |
| Sztafeta 4 × 100 m             | Wielka Brytania · Valerie Cutting · Madeleine Weston · Heather Armitage · Jill Duddridge | 46,4     | Polska · Maria Chojnacka · Barbara Janiszewska · Celina Jesionowska · Elżbieta Ćmok | 47,1     |                     |          |
| Skok wzwyż                     | Iolanda Balaș                                                                            | 1,68     | Thelma Hopkins                                                                      | 1,68     | Dini Hobers         | 1,68     |
| Skok w dal                     | Maria Ciastowska                                                                         | 5,88     | Thelma Hopkins                                                                      | 5,84     | Krystyna Kowolik    | 5,83     |
| Pchniecie kulą                 | Milena Usenik                                                                            | 14,16    | Jadwiga Klimaj                                                                      | 14,15    | Eugenia Rusin       | 13,98    |
| Rzut dyskiem                   | Helena Dmowska                                                                           | 47,67    | Kazimiera Sobocińska                                                                | 46,41    | Jadwiga Klimaj      | 43,95    |
| Rzut oszczepem                 | Urszula Figwer                                                                           | 51,69    | Ingrid Almqvist                                                                     | 51,08    | Maria Michalak      | 48,73    |